# Травма (фільм, 1993)
Травма (англ. Trauma) — трилер американо-італійського виробництва 1993 року.

## Сюжет
Десь на околицях Міннеаполіса вбивця-маніяк на прізвисько мисливець за головами безжально розправляється зі своїми жертвами, зрізаючи їм голови витонченим способом. Аура виявляється в центрі подій, коли її батьки стають новими жертвами мисливця за головами. Разом із закоханим у неї Девідом вона виходить на слід вбивці. Все вказує на психіатра Аури — доктора Джадда.

## У ролях
| Актор                 | Роль              |
| --------------------- | ----------------- |
| Крістофер Райделл     | Девід Парсонс     |
| Азія Ардженто         | Аура Петреску     |
| Джеймс Руссо          | капітан Тревіс    |
| Пайпер Лорі           | Адріана Петреску  |
| Фредерік Форрест      | доктор Джадд      |
| Лаура Джонсон         | Грейс Харрінгтон  |
| Домінік Серранд       | Стефан Петреску   |
| Іра Белгрейд          | Арні              |
| Бред Дуріф            | доктор Ллойд      |
| Хоуп Александр-Вілліс | Лінда Куірк       |
| Шерон Барр            | Хільда Волкман    |
| Ізабель О'Коннор      | Джорджия Джексон  |
| Корі Гарвін           | Габріель Пікерінг |
| Террі Перкінс         | місіс Пікерінг    |
| Тоні Саффолд          | Бен Олдріч        |
| Пітер Мур             | Марк Ленер        |
| Лестер Пурра          | сержант Карвер    |
| Девід Чейз            | Сід Меріголд      |
| Жаклін Кім            | Аліса             |
| Ріта Вассалло         | Рита              |
| Стівен Д'Амброуз      | бліда людина      |
| Боніта Парсонс        | жінка             |
| Грегорі Біч           | чоловік           |
| Кевін Дачер           | Джон Міллер       |
| Кеті Куірк            | Джейр Грейсон     |
| Е.А. Вайлет Бур       | місіс Поттер      |
| Лес Ексодус           | реггі-група       |
| Онесмо Кібіра         | реггі-група       |
| Інокент Мафалінгунді  | реггі-група       |
| Чарльз Петрус         | реггі-група       |
| Ленс Роллонеіс        | реггі-група       |